# Шеклашвили, Шалва Спиридонович
Шалва Спиридонович Шеклашвили — советский хозяйственный, государственный и политический деятель.

## Биография
Родился в 1908 году в Сачхере. Член КПСС с 1931 года.
Образование высшее (окончил Закавказский индустриальный институт)
С 1923 года — на хозяйственной, общественной и политической работе.
До 1930 гг. — шахтер, забойщик, работник Чиатурской горно-обогатительной фабрики.
- В 1935—1938 гг. — начальник шахт «Чиатурмарганца».[2]
- В 1938—1970 гг. — заместитель управляющего трестом «Чиатурамарганец», главный инженер, управляющий трестом «Чиатурмарганец».[2][3]

Избирался депутатом Верховного Совета Грузинской ССР 3-го созыва, Верховного Совета СССР 4-го созыва.
Награждён тремя орденами Трудового Красного Знамени, орденами Красной Звезды и «Знак Почёта».
Умер после 1978 года.